# 全国高等学校野球選手権大会 (千葉県勢)
全国高等学校野球選手権大会における千葉県勢の成績について記す。

## 概要
全国で5番目に参加校数の多い激戦区域。実力的に伯仲した学校が多い上、大都市圏の地方大会の中では、比較的公立の高校が健闘していることが特筆される（その様子は、メディアや、高校野球ファンの間で「戦国千葉」と形容されることもある）。甲子園への連続出場を果たしたのは1931年～1932年および1935年～1936年の千葉中(南関東代表)、1939年～1940年の千葉商(南関東代表)、1946年～1948年の成田(南関東代表、1946年・1947年は旧制中学)、1970年～1971年(東関東代表)および1973年～1974年の銚子商、1996年～1998年の市立船橋（1998年は西千葉代表）、2012年～2013年および2016年～2018年の木更津総合（2018年は東千葉代表）である。
第80回記念大会より、大会回数の下1桁が0の大会時（西暦の下1桁が8の年）のみ、東千葉と西千葉の2ブロックに分けて予選を行う。
なお、第63回出場の銚子西は、2008年に第61回出場の市立銚子に統合されている（公式記録も合算されているため、次に優勝すれば、「〇年ぶり3回目（の甲子園出場）」と表記されることになる）。

## 歴史
| 年度                                | 参加県                       |
| ----------------------------------- | ---------------------------- |
| 関東大会                            |                              |
| 1918年（第4回） - 1919年（第5回）   | 茨城・栃木・千葉             |
| 1920年（第6回）                     | 茨城・栃木・群馬・千葉       |
| 1921年（第7回） - 1923年（第9回）   | 茨城・栃木・群馬・埼玉・千葉 |
| 1924年（第10回）                    | 栃木・群馬・埼玉・千葉       |
| 1925年（第11回）                    | 茨城・栃木・群馬・千葉       |
| 南関東大会                          |                              |
| 1926年（第12回） - 1935年（第21回） | 茨城・千葉                   |
| 1936年（第22回） - 1947年（第29回） | 埼玉・千葉・神奈川           |
| 1948年（第30回） - 1957年（第39回） | 埼玉・千葉                   |
| 東関東大会                          |                              |
| 1959年（第41回） - 1972年（第54回） | 茨城・千葉                   |

1972年の第54回大会までは千葉大会の上位校が2次予選へ進出し、全国大会への出場校を決めていた。なお1958年、1963年、1968年の予選は記念大会で1県1代表となったため、2次予選は開催されなかった。
戦前、千葉代表として南関東大会に出場し甲子園常連校となっていたのは県千葉高の前身である千葉中であった。1931年から1936年までの5年間で4回甲子園へ駒を進めたが初戦を突破できたのは2回のみで甲子園での通算成績は2勝6敗(1950年、1953年に千葉一として出場)であった。
戦後間もなく、1946年から1948年まで3年連続で南関東代表として甲子園に出場したのは成田(1947年まで旧制中学校)であった。1947年、1952年には4強に進出しその後は1990年と2010年(4強)、センバツも2006年、2007年に出場を果たし「古豪」として知られる。
1950年代、千葉一や成田とともに甲子園に出場していたのが千葉商であった。戦前に2回(1939年、1940年)、50年代に2回(1954年、1956年)、60年代に2回(1964年、1968年)、1977年の計7回甲子園に出場を果たすが以降は甲子園出場経験がなく、「古豪」として知られる。
1960年代に入り、1965年に銚子商が準優勝すると1967年に習志野が千葉県として初めての全国優勝を果たす。1970年代には銚子商と習志野が交互に出場するような形になり、甲子園常連校となった。1974年に銚子商が優勝、1975年には習志野が再び優勝し、千葉県が野球の強豪である県として認知されるようになった。1958年、61年、63年、65年、70年、71年、73年、74年、76年、85年、95年、2005年に出場を果たした銚子商業、1962年、67年、72年、75年、80年、87年、2001年、11年、19年に出場を果たした習志野も共に「古豪」として知られるが、銚子商は平成後期以降（2005年以降）では甲子園出場経験がない。
1970年代後半から1980年代にかけては我孫子、市銚子、市銚子西、東海大浦安、印旛、拓大紅陵、成東などが相次いで甲子園への初出場を果たし、この頃から2010年まで前述の初出場校と古豪が毎年甲子園出場校が入れ替わる如く「戦国千葉」と呼ばれるようになる。1992年に準優勝を果たした拓大紅陵、2000年に準優勝を果たした東海大浦安は千葉県大会の上位常連の強豪校となっている。
1990年代に初出場を果たしたのは市船橋、志学館、柏陵である。市船橋は初出場で4強、その後4回出場し1997年には8強に進出するなど強豪校になった。柏陵も初出場で4強まで進出している。
2000年代に初出場を決めるのは木更津総合と千葉経大附と八千代東である。木更津総合は2012年～2013年、2016年～2018年に連続出場を決めるなど2010年代に甲子園常連校となっている。千葉経大附は2004年06年、08年に出場し2004年には4強まで進出しているが、以降は甲子園出場経験がない。
2010年代に初出場を遂げるのは東海大望洋、専大松戸、中央学院の私立である。これらの学校は県大会でも安定してシードをとるなど着実に強豪校となっている。その一方で近年は甲子園出場校が限られるようになり、銚子商、拓大紅陵、東海大浦安、千葉経大附、成田といった古豪などが10年以上甲子園出場が遠ざかるようになり、公立校も習志野と市船橋以外は出場が厳しい状況となっている。

## 大会結果
| 年度（大会）          | 代表校                                         | 試合結果                                       | 試合結果                                       | 成績                                           |
| --------------------- | ---------------------------------------------- | ---------------------------------------------- | ---------------------------------------------- | ---------------------------------------------- |
| 1926年（第12回大会）  | 千葉師範（南関東・初出場）                     | 2回戦                                          | ● 4 - 9 新潟商                                 | 初戦敗退                                       |
| 1928年（第14回大会）  | 関東中（南関東・初出場）                       | 2回戦                                          | ● 1 - 7 愛知商                                 | 初戦敗退                                       |
| 1931年（第17回大会）  | 千葉中（南関東・初出場）                       | 1回戦                                          | ● 0 - 6 秋田中                                 | 初戦敗退                                       |
| 1932年（第18回大会）  | 千葉中（南関東・2年連続2回目）                 | 1回戦                                          | ● 1 - 16 長野商                                | 初戦敗退                                       |
| 1934年（第20回大会）  | 関東中（南関東・6年ぶり2回目）                 | 2回戦                                          | ● 7 - 8x 高松中（延長10回）                    | 初戦敗退                                       |
| 1935年（第21回大会）  | 千葉中（南関東・3年ぶり3回目）                 | 1回戦                                          | ○ 16 - 9 石川工                                | 2回戦                                          |
| 1935年（第21回大会）  | 千葉中（南関東・3年ぶり3回目）                 | 2回戦                                          | ● 2 - 3 大分商（延長12回）                     | 2回戦                                          |
| 1936年（第22回大会）  | 千葉中（南関東・2年連続4回目）                 | 2回戦                                          | ○ 8 - 1 山形中                                 | ベスト8                                        |
| 1936年（第22回大会）  | 千葉中（南関東・2年連続4回目）                 | 準々決勝                                       | ● 0 - 10 平安中                                | ベスト8                                        |
| 1939年（第25回大会）  | 千葉商（南関東・初出場）                       | 2回戦                                          | ● 3 - 4x 下関商（延長11回）                    | 初戦敗退                                       |
| 1940年（第26回大会）  | 千葉商（南関東・2年連続2回目）                 | 2回戦                                          | ○ 7 - 0 仙台一中                               | ベスト8                                        |
| 1940年（第26回大会）  | 千葉商（南関東・2年連続2回目）                 | 準々決勝                                       | ● 4 - 9 島田商                                 | ベスト8                                        |
| 1946年（第28回大会）  | 成田中（南関東・初出場）                       | 1回戦                                          | ● 0 - 1 京都二中                               | 初戦敗退                                       |
| 1947年（第29回大会）  | 成田中（南関東・2年連続2回目）                 | 2回戦                                          | ○ 10 - 0 県松本中                              | ベスト4                                        |
| 1947年（第29回大会）  | 成田中（南関東・2年連続2回目）                 | 準々決勝                                       | ○ 6 - 3 高岡商                                 | ベスト4                                        |
| 1947年（第29回大会）  | 成田中（南関東・2年連続2回目）                 | 準決勝                                         | ● 1 - 5 小倉中                                 | ベスト4                                        |
| 1948年（第30回大会）  | 成田（南関東・3年連続3回目）                   | 1回戦                                          | ● 3 - 6 静岡一                                 | 初戦敗退                                       |
| 1950年（第32回大会）  | 千葉一（南関東・14年ぶり5回目）                | 2回戦                                          | ● 3 - 14 済々黌                                | 初戦敗退                                       |
| 1952年（第34回大会）  | 成田（南関東・4年ぶり4回目）                   | 1回戦                                          | ○ 2 - 0 山城                                   | ベスト4                                        |
| 1952年（第34回大会）  | 成田（南関東・4年ぶり4回目）                   | 2回戦                                          | ○ 6 - 3 水戸商                                 | ベスト4                                        |
| 1952年（第34回大会）  | 成田（南関東・4年ぶり4回目）                   | 準々決勝                                       | ○ 4 - 1 函館西（延長15回）                     | ベスト4                                        |
| 1952年（第34回大会）  | 成田（南関東・4年ぶり4回目）                   | 準決勝                                         | ● 0 - 3 芦屋                                   | ベスト4                                        |
| 1953年（第35回大会）  | 千葉一（南関東・3年ぶり6回目）                 | 2回戦                                          | ● 2 - 11 静岡商                                | 初戦敗退                                       |
| 1954年（第36回大会）  | 千葉商（南関東・14年ぶり3回目）                | 1回戦                                          | ○ 6 - 1 長崎商                                 | 2回戦                                          |
| 1954年（第36回大会）  | 千葉商（南関東・14年ぶり3回目）                | 2回戦                                          | ● 0 - 3 泉陽                                   | 2回戦                                          |
| 1955年（第37回大会）  | 成田（南関東・3年ぶり5回目）                   | 2回戦                                          | ● 0 - 10 津久見                                | 初戦敗退                                       |
| 1956年（第38回大会）  | 千葉商（南関東・2年ぶり4回目）                 | 2回戦                                          | ● 0 - 5 中京商                                 | 初戦敗退                                       |
| 1958年（第40回大会）  | 銚子商（初出場）                               | 2回戦                                          | ○ 5 - 0 甲賀                                   | 2回戦                                          |
| 1958年（第40回大会）  | 銚子商（初出場）                               | 3回戦                                          | ● 1 - 4 高知商                                 | 2回戦                                          |
| 1961年（第43回大会）  | 銚子商（東関東・3年ぶり2回目）                 | 1回戦                                          | ○ 2x - 1 法政一（延長12回）                    | 2回戦                                          |
| 1961年（第43回大会）  | 銚子商（東関東・3年ぶり2回目）                 | 2回戦                                          | ● 1 - 2 浪商                                   | 2回戦                                          |
| 1962年（第44回大会）  | 習志野（東関東・初出場）                       | 1回戦                                          | ● 0 - 2 中京商                                 | 初戦敗退                                       |
| 1963年（第45回大会）  | 銚子商（2年ぶり3回目）                         | 1回戦                                          | ○ 12 - 1 柳川商                                | ベスト8                                        |
| 1963年（第45回大会）  | 銚子商（2年ぶり3回目）                         | 2回戦                                          | ○ 4 - 3 静岡                                   | ベスト8                                        |
| 1963年（第45回大会）  | 銚子商（2年ぶり3回目）                         | 3回戦                                          | ○ 5x - 4 磐城（延長10回）                      | ベスト8                                        |
| 1963年（第45回大会）  | 銚子商（2年ぶり3回目）                         | 準々決勝                                       | ● 0 - 3 今治西                                 | ベスト8                                        |
| 1964年（第46回大会）  | 千葉商（東関東・8年ぶり5回目）                 | 1回戦                                          | ● 0 - 6 松商学園                               | 初戦敗退                                       |
| 1965年（第47回大会）  | 銚子商（東関東・2年ぶり4回目）                 | 1回戦                                          | ○ 2 - 1 京都商                                 | 準優勝                                         |
| 1965年（第47回大会）  | 銚子商（東関東・2年ぶり4回目）                 | 2回戦                                          | ○ 6 - 1 帯広三条                               | 準優勝                                         |
| 1965年（第47回大会）  | 銚子商（東関東・2年ぶり4回目）                 | 準々決勝                                       | ○ 3 - 0 丸子実                                 | 準優勝                                         |
| 1965年（第47回大会）  | 銚子商（東関東・2年ぶり4回目）                 | 準決勝                                         | ○ 2x - 1 高鍋                                  | 準優勝                                         |
| 1965年（第47回大会）  | 銚子商（東関東・2年ぶり4回目）                 | 決勝                                           | ● 0 - 2 三池工                                 | 準優勝                                         |
| 1967年（第49回大会）  | 習志野（東関東・5年ぶり2回目）                 | 1回戦                                          | ○ 3 - 1 堀越                                   | 優勝                                           |
| 1967年（第49回大会）  | 習志野（東関東・5年ぶり2回目）                 | 2回戦                                          | ○ 6 - 3 仙台商                                 | 優勝                                           |
| 1967年（第49回大会）  | 習志野（東関東・5年ぶり2回目）                 | 準々決勝                                       | ○ 16 - 2 富山商                                | 優勝                                           |
| 1967年（第49回大会）  | 習志野（東関東・5年ぶり2回目）                 | 準決勝                                         | ○ 3 - 2 中京                                   | 優勝                                           |
| 1967年（第49回大会）  | 習志野（東関東・5年ぶり2回目）                 | 決勝                                           | ○ 7 - 1 広陵                                   | 優勝                                           |
| 1968年（第50回大会）  | 千葉商（4年ぶり6回目）                         | 1回戦                                          | ○ 6 - 3 鹿児島商                               | 2回戦                                          |
| 1968年（第50回大会）  | 千葉商（4年ぶり6回目）                         | 2回戦                                          | ● 0 - 8 倉敷工                                 | 2回戦                                          |
| 1970年（第52回大会）  | 銚子商（東関東・5年ぶり5回目）                 | 1回戦                                          | ○ 7 - 4 高知商                                 | 2回戦                                          |
| 1970年（第52回大会）  | 銚子商（東関東・5年ぶり5回目）                 | 2回戦                                          | ● 0 - 2 PL学園                                 | 2回戦                                          |
| 1971年（第53回大会）  | 銚子商（東関東・2年連続6回目）                 | 1回戦                                          | ○ 3x - 2 深谷南（延長10回）                    | ベスト8                                        |
| 1971年（第53回大会）  | 銚子商（東関東・2年連続6回目）                 | 2回戦                                          | ○ 3x - 2 筑紫工（延長10回）                    | ベスト8                                        |
| 1971年（第53回大会）  | 銚子商（東関東・2年連続6回目）                 | 準々決勝                                       | ● 2 - 3x 郡山                                  | ベスト8                                        |
| 1972年（第54回大会）  | 習志野（東関東・5年ぶり3回目）                 | 1回戦                                          | ● 3 - 5 東洋大姫路                             | 初戦敗退                                       |
| 1973年（第55回大会）  | 銚子商（2年ぶり7回目）                         | 1回戦                                          | ○ 1x - 0 岡山東商（延長12回）                  | ベスト8                                        |
| 1973年（第55回大会）  | 銚子商（2年ぶり7回目）                         | 2回戦                                          | ○ 1x - 0 作新学院（延長12回）                  | ベスト8                                        |
| 1973年（第55回大会）  | 銚子商（2年ぶり7回目）                         | 3回戦                                          | ○ 4 - 3 高松商                                 | ベスト8                                        |
| 1973年（第55回大会）  | 銚子商（2年ぶり7回目）                         | 準々決勝                                       | ● 3 - 5 静岡                                   | ベスト8                                        |
| 1974年（第56回大会）  | 銚子商（2年連続8回目）                         | 2回戦                                          | ○ 5 - 1 PL学園                                 | 優勝                                           |
| 1974年（第56回大会）  | 銚子商（2年連続8回目）                         | 3回戦                                          | ○ 5 - 0 中京商                                 | 優勝                                           |
| 1974年（第56回大会）  | 銚子商（2年連続8回目）                         | 準々決勝                                       | ○ 6 - 0 平安                                   | 優勝                                           |
| 1974年（第56回大会）  | 銚子商（2年連続8回目）                         | 準決勝                                         | ○ 6 - 0 前橋工                                 | 優勝                                           |
| 1974年（第56回大会）  | 銚子商（2年連続8回目）                         | 決勝                                           | ○ 7 - 0 防府商                                 | 優勝                                           |
| 1975年（第57回大会）  | 習志野（3年ぶり4回目）                         | 2回戦                                          | ○ 8 - 5 旭川竜谷                               | 優勝                                           |
| 1975年（第57回大会）  | 習志野（3年ぶり4回目）                         | 3回戦                                          | ○ 2 - 0 足利学園                               | 優勝                                           |
| 1975年（第57回大会）  | 習志野（3年ぶり4回目）                         | 準々決勝                                       | ○ 16 - 0 磐城                                  | 優勝                                           |
| 1975年（第57回大会）  | 習志野（3年ぶり4回目）                         | 準決勝                                         | ○ 4 - 0 広島商                                 | 優勝                                           |
| 1975年（第57回大会）  | 習志野（3年ぶり4回目）                         | 決勝                                           | ○ 5x - 4 新居浜商                              | 優勝                                           |
| 1976年（第58回大会）  | 銚子商（2年ぶり9回目）                         | 2回戦                                          | ○ 5 - 3 高松商（延長14回）                     | ベスト8                                        |
| 1976年（第58回大会）  | 銚子商（2年ぶり9回目）                         | 3回戦                                          | ○ 4 - 1 東海大一                               | ベスト8                                        |
| 1976年（第58回大会）  | 銚子商（2年ぶり9回目）                         | 準々決勝                                       | ● 2 - 4 桜美林                                 | ベスト8                                        |
| 1977年（第59回大会）  | 千葉商（9年ぶり7回目）                         | 2回戦                                          | ● 0 - 4 東洋大姫路                             | 初戦敗退                                       |
| 1978年（第60回大会）  | 我孫子（初出場）                               | 2回戦                                          | ● 2 - 3x 豊見城（延長10回）                    | 初戦敗退                                       |
| 1979年（第61回大会）  | 市銚子（初出場）                               | 1回戦                                          | ● 3 - 7 高知                                   | 初戦敗退                                       |
| 1980年（第62回大会）  | 習志野（5年ぶり5回目）                         | 1回戦                                          | ○ 2x - 1 倉吉商（延長10回）                    | 2回戦                                          |
| 1980年（第62回大会）  | 習志野（5年ぶり5回目）                         | 2回戦                                          | ● 0 - 7 東北                                   | 2回戦                                          |
| 1981年（第63回大会）  | 銚子西（初出場）                               | 1回戦                                          | ● 1 - 5 福井商                                 | 初戦敗退                                       |
| 1982年（第64回大会）  | 東海大浦安（初出場）                           | 2回戦                                          | ● 0 - 10 津久見                                | 初戦敗退                                       |
| 1983年（第65回大会）  | 印旛（初出場）                                 | 2回戦                                          | ○ 3 - 1 大田                                   | 3回戦                                          |
| 1983年（第65回大会）  | 印旛（初出場）                                 | 3回戦                                          | ● 0 - 5 岐阜第一                               | 3回戦                                          |
| 1984年（第66回大会）  | 拓大紅陵（初出場）                             | 2回戦                                          | ● 0 - 5 鹿児島商工                             | 初戦敗退                                       |
| 1985年（第67回大会）  | 銚子商（9年ぶり10回目）                        | 1回戦                                          | ● 3 - 8 宇部商                                 | 初戦敗退                                       |
| 1986年（第68回大会）  | 拓大紅陵（2年ぶり2回目）                       | 2回戦                                          | ○ 4 - 0 岩国商                                 | 3回戦                                          |
| 1986年（第68回大会）  | 拓大紅陵（2年ぶり2回目）                       | 3回戦                                          | ● 0 - 1 東洋大姫路                             | 3回戦                                          |
| 1987年（第69回大会）  | 習志野（7年ぶり6回目）                         | 1回戦                                          | ○ 3 - 2 東筑（延長10回）                       | ベスト8                                        |
| 1987年（第69回大会）  | 習志野（7年ぶり6回目）                         | 2回戦                                          | ○ 5 - 2 上田                                   | ベスト8                                        |
| 1987年（第69回大会）  | 習志野（7年ぶり6回目）                         | 3回戦                                          | ○ 12 - 4 佐賀工                                | ベスト8                                        |
| 1987年（第69回大会）  | 習志野（7年ぶり6回目）                         | 準々決勝                                       | ● 1 - 4 PL学園                                 | ベスト8                                        |
| 1988年（第70回大会）  | 拓大紅陵（2年ぶり3回目）                       | 2回戦                                          | ○ 10 - 1 松山商                                | 3回戦                                          |
| 1988年（第70回大会）  | 拓大紅陵（2年ぶり3回目）                       | 3回戦                                          | ● 3 - 4 浜松商                                 | 3回戦                                          |
| 1989年（第71回大会）  | 成東（初出場）                                 | 1回戦                                          | ○ 2 - 1 智弁和歌山（延長11回）                 | 2回戦                                          |
| 1989年（第71回大会）  | 成東（初出場）                                 | 2回戦                                          | ● 0 - 4 福岡大大濠                             | 2回戦                                          |
| 1990年（第72回大会）  | 成田（35年ぶり6回目）                          | 1回戦                                          | ○ 6 - 2 都城                                   | 2回戦                                          |
| 1990年（第72回大会）  | 成田（35年ぶり6回目）                          | 2回戦                                          | ● 2 - 3x 天理                                  | 2回戦                                          |
| 1991年（第73回大会）  | 我孫子（13年ぶり2回目）                        | 1回戦                                          | ○ 5 - 0 米子東                                 | 3回戦                                          |
| 1991年（第73回大会）  | 我孫子（13年ぶり2回目）                        | 2回戦                                          | ○ 6 - 3 西条農                                 | 3回戦                                          |
| 1991年（第73回大会）  | 我孫子（13年ぶり2回目）                        | 3回戦                                          | ● 0 - 2 市川                                   | 3回戦                                          |
| 1992年（第74回大会）  | 拓大紅陵（4年ぶり4回目）                       | 2回戦                                          | ○ 4 - 3 智弁和歌山                             | 準優勝                                         |
| 1992年（第74回大会）  | 拓大紅陵（4年ぶり4回目）                       | 3回戦                                          | ○ 2 - 0 佐世保実                               | 準優勝                                         |
| 1992年（第74回大会）  | 拓大紅陵（4年ぶり4回目）                       | 準々決勝                                       | ○ 2 - 1 池田                                   | 準優勝                                         |
| 1992年（第74回大会）  | 拓大紅陵（4年ぶり4回目）                       | 準決勝                                         | ○ 5 - 4 尽誠学園                               | 準優勝                                         |
| 1992年（第74回大会）  | 拓大紅陵（4年ぶり4回目）                       | 決勝                                           | ● 0 - 1 西日本短大付                           | 準優勝                                         |
| 1993年（第75回大会）  | 市船橋（初出場）                               | 2回戦                                          | ○ 2 - 0 三本松                                 | ベスト4                                        |
| 1993年（第75回大会）  | 市船橋（初出場）                               | 3回戦                                          | ○ 11 - 6 桐生第一                              | ベスト4                                        |
| 1993年（第75回大会）  | 市船橋（初出場）                               | 準々決勝                                       | ○ 8 - 3 京都西                                 | ベスト4                                        |
| 1993年（第75回大会）  | 市船橋（初出場）                               | 準決勝                                         | ● 1 - 6 育英                                   | ベスト4                                        |
| 1994年（第76回大会）  | 志学館（初出場）                               | 1回戦                                          | ● 4 - 5 近江                                   | 初戦敗退                                       |
| 1995年（第77回大会）  | 銚子商（10年ぶり11回目）                       | 1回戦                                          | ○ 7 - 1 江の川                                 | 3回戦                                          |
| 1995年（第77回大会）  | 銚子商（10年ぶり11回目）                       | 2回戦                                          | ○ 3 - 0 高知商                                 | 3回戦                                          |
| 1995年（第77回大会）  | 銚子商（10年ぶり11回目）                       | 3回戦                                          | ● 2 - 4 旭川実                                 | 3回戦                                          |
| 1996年（第78回大会）  | 市船橋（3年ぶり2回目）                         | 1回戦                                          | ○ 3x - 2 佐伯鶴城（延長11回）                  | 2回戦                                          |
| 1996年（第78回大会）  | 市船橋（3年ぶり2回目）                         | 2回戦                                          | ● 3 - 5 鹿児島実                               | 2回戦                                          |
| 1997年（第79回大会）  | 市船橋（2年連続3回目）                         | 1回戦                                          | ○ 17 - 10 文徳                                 | ベスト8                                        |
| 1997年（第79回大会）  | 市船橋（2年連続3回目）                         | 2回戦                                          | ○ 4 - 3 仙台育英                               | ベスト8                                        |
| 1997年（第79回大会）  | 市船橋（2年連続3回目）                         | 3回戦                                          | ○ 5 - 4 甲府工                                 | ベスト8                                        |
| 1997年（第79回大会）  | 市船橋（2年連続3回目）                         | 準々決勝                                       | ● 1 - 11 浦添商                                | ベスト8                                        |
| 1998年（第80回大会）  | 八千代松陰（東千葉・初出場）                   | 1回戦                                          | ● 2 - 6 PL学園                                 | 初戦敗退                                       |
| 1998年（第80回大会）  | 市船橋（西千葉・3年連続4回目）                 | 1回戦                                          | ● 3 - 12 尽誠学園                              | 初戦敗退                                       |
| 1999年（第81回大会）  | 柏陵（初出場）                                 | 1回戦                                          | ○ 2 - 0 如水館                                 | ベスト8                                        |
| 1999年（第81回大会）  | 柏陵（初出場）                                 | 2回戦                                          | ○ 3 - 1 福知山商                               | ベスト8                                        |
| 1999年（第81回大会）  | 柏陵（初出場）                                 | 3回戦                                          | ○ 6 - 0 旭川実                                 | ベスト8                                        |
| 1999年（第81回大会）  | 柏陵（初出場）                                 | 準々決勝                                       | ● 2 - 7 智弁和歌山                             | ベスト8                                        |
| 2000年（第82回大会）  | 東海大浦安（18年ぶり2回目）                    | 2回戦                                          | ○ 2 - 1 延岡学園                               | 準優勝                                         |
| 2000年（第82回大会）  | 東海大浦安（18年ぶり2回目）                    | 3回戦                                          | ○ 6 - 2 日大豊山                               | 準優勝                                         |
| 2000年（第82回大会）  | 東海大浦安（18年ぶり2回目）                    | 準々決勝                                       | ○ 2 - 1 横浜                                   | 準優勝                                         |
| 2000年（第82回大会）  | 東海大浦安（18年ぶり2回目）                    | 準決勝                                         | ○ 10 - 7 育英                                  | 準優勝                                         |
| 2000年（第82回大会）  | 東海大浦安（18年ぶり2回目）                    | 決勝                                           | ● 6 - 11 智弁和歌山                            | 準優勝                                         |
| 2001年（第83回大会）  | 習志野（14年ぶり7回目）                        | 1回戦                                          | ○ 3 - 1 尽誠学園                               | 3回戦                                          |
| 2001年（第83回大会）  | 習志野（14年ぶり7回目）                        | 2回戦                                          | ○ 2 - 1 明徳義塾                               | 3回戦                                          |
| 2001年（第83回大会）  | 習志野（14年ぶり7回目）                        | 3回戦                                          | ● 5 - 6 明豊                                   | 3回戦                                          |
| 2002年（第84回大会）  | 拓大紅陵（10年ぶり5回目）                      | 1回戦                                          | ● 0 - 6 智弁学園                               | 初戦敗退                                       |
| 2003年（第85回大会）  | 木更津総合（初出場）                           | 1回戦                                          | ○ 7 - 4 金沢                                   | 2回戦                                          |
| 2003年（第85回大会）  | 木更津総合（初出場）                           | 2回戦                                          | ● 1 - 3 光星学院                               | 2回戦                                          |
| 2004年（第86回大会）  | 千葉経大付（初出場）                           | 1回戦                                          | ○ 4 - 1 鳴門第一                               | ベスト4                                        |
| 2004年（第86回大会）  | 千葉経大付（初出場）                           | 2回戦                                          | ○ 1 - 0 富山商                                 | ベスト4                                        |
| 2004年（第86回大会）  | 千葉経大付（初出場）                           | 3回戦                                          | ○ 3 - 1 東北（延長10回）                       | ベスト4                                        |
| 2004年（第86回大会）  | 千葉経大付（初出場）                           | 準々決勝                                       | ○ 4 - 2 修徳                                   | ベスト4                                        |
| 2004年（第86回大会）  | 千葉経大付（初出場）                           | 準決勝                                         | ● 2 - 5 済美                                   | ベスト4                                        |
| 2005年（第87回大会）  | 銚子商（10年ぶり12回目）                       | 2回戦                                          | ○ 7 - 1 鳥取西                                 | 3回戦                                          |
| 2005年（第87回大会）  | 銚子商（10年ぶり12回目）                       | 3回戦                                          | ● 2 - 6 樟南                                   | 3回戦                                          |
| 2006年（第88回大会）  | 千葉経大付（2年ぶり2回目）                     | 1回戦                                          | ● 6 - 9 八重山商工（延長10回）                 | 初戦敗退                                       |
| 2007年（第89回大会）  | 市船橋（9年ぶり5回目）                         | 1回戦                                          | ● 0 - 5 文星芸大付                             | 初戦敗退                                       |
| 2008年（第90回大会）  | 木更津総合（東千葉・5年ぶり2回目）             | 1回戦                                          | ○ 6 - 1 鳥取西                                 | 2回戦                                          |
| 2008年（第90回大会）  | 木更津総合（東千葉・5年ぶり2回目）             | 2回戦                                          | ● 2 - 5 智弁和歌山                             | 2回戦                                          |
| 2008年（第90回大会）  | 千葉経大付（西千葉・2年ぶり3回目）             | 1回戦                                          | ○ 3 - 1 近大付                                 | 2回戦                                          |
| 2008年（第90回大会）  | 千葉経大付（西千葉・2年ぶり3回目）             | 2回戦                                          | ● 9 - 12 浦添商                                | 2回戦                                          |
| 2009年（第91回大会）  | 八千代東（初出場）                             | 1回戦                                          | ● 2 - 3 西条                                   | 初戦敗退                                       |
| 2010年（第92回大会）  | 成田（20年ぶり7回目）                          | 1回戦                                          | ○ 2 - 1 智弁和歌山                             | ベスト4                                        |
| 2010年（第92回大会）  | 成田（20年ぶり7回目）                          | 2回戦                                          | ○ 10 - 2 八戸工大一                            | ベスト4                                        |
| 2010年（第92回大会）  | 成田（20年ぶり7回目）                          | 3回戦                                          | ○ 6 - 5 北大津                                 | ベスト4                                        |
| 2010年（第92回大会）  | 成田（20年ぶり7回目）                          | 準々決勝                                       | ○ 6 - 3 関東一                                 | ベスト4                                        |
| 2010年（第92回大会）  | 成田（20年ぶり7回目）                          | 準決勝                                         | ● 7 - 11 東海大相模                            | ベスト4                                        |
| 2011年（第93回大会）  | 習志野（10年ぶり8回目）                        | 1回戦                                          | ○ 6 - 1 静岡                                   | ベスト8                                        |
| 2011年（第93回大会）  | 習志野（10年ぶり8回目）                        | 2回戦                                          | ○ 9 - 3 明徳義塾                               | ベスト8                                        |
| 2011年（第93回大会）  | 習志野（10年ぶり8回目）                        | 3回戦                                          | ○ 2 - 1 金沢                                   | ベスト8                                        |
| 2011年（第93回大会）  | 習志野（10年ぶり8回目）                        | 準々決勝                                       | ● 0 - 5 日大三                                 | ベスト8                                        |
| 2012年（第94回大会）  | 木更津総合（4年ぶり3回目）                     | 2回戦                                          | ● 2 - 8 大阪桐蔭                               | 初戦敗退                                       |
| 2013年（第95回大会）  | 木更津総合（2年連続4回目）                     | 1回戦                                          | ○ 7 - 5 上田西                                 | 3回戦                                          |
| 2013年（第95回大会）  | 木更津総合（2年連続4回目）                     | 2回戦                                          | ○ 3 - 1 西脇工                                 | 3回戦                                          |
| 2013年（第95回大会）  | 木更津総合（2年連続4回目）                     | 3回戦                                          | ● 0 - 8 富山第一                               | 3回戦                                          |
| 2014年（第96回大会）  | 東海大望洋（初出場）                           | 2回戦                                          | ● 3 - 5 城北                                   | 初戦敗退                                       |
| 2015年（第97回大会）  | 専大松戸（初出場）                             | 1回戦                                          | ● 2 - 4 花巻東                                 | 初戦敗退                                       |
| 2016年（第98回大会）  | 木更津総合（3年ぶり5回目）                     | 2回戦                                          | ○ 2 - 0 唐津商                                 | ベスト8                                        |
| 2016年（第98回大会）  | 木更津総合（3年ぶり5回目）                     | 3回戦                                          | ○ 2 - 0 広島新庄                               | ベスト8                                        |
| 2016年（第98回大会）  | 木更津総合（3年ぶり5回目）                     | 準々決勝                                       | ● 1 - 3 作新学院                               | ベスト8                                        |
| 2017年（第99回大会）  | 木更津総合（2年連続6回目）                     | 1回戦                                          | ● 5 - 6 日本航空石川                           | 初戦敗退                                       |
| 2018年（第100回大会） | 木更津総合（東千葉・3年連続7回目）             | 1回戦                                          | ○ 10 - 1 敦賀気比                              | 3回戦                                          |
| 2018年（第100回大会） | 木更津総合（東千葉・3年連続7回目）             | 2回戦                                          | ○ 7 - 0 興南                                   | 3回戦                                          |
| 2018年（第100回大会） | 木更津総合（東千葉・3年連続7回目）             | 3回戦                                          | ● 1 - 4 下関国際                               | 3回戦                                          |
| 2018年（第100回大会） | 中央学院（西千葉・初出場）                     | 1回戦                                          | ● 4 - 5 済美                                   | 初戦敗退                                       |
| 2019年（第101回大会） | 習志野（8年ぶり9回目）                         | 1回戦                                          | ○ 5 - 4 沖縄尚学（延長10回）                   | 2回戦                                          |
| 2019年（第101回大会） | 習志野（8年ぶり9回目）                         | 2回戦                                          | ● 5 - 9 鶴岡東                                 | 2回戦                                          |
| 2020年（第102回大会） | （新型コロナウイルス感染症流行による大会中止） | （新型コロナウイルス感染症流行による大会中止） | （新型コロナウイルス感染症流行による大会中止） | （新型コロナウイルス感染症流行による大会中止） |
| 2021年（第103回大会） | 専大松戸（6年ぶり2回目）                       | 1回戦                                          | ○ 6 - 0 明豊                                   | 2回戦                                          |
| 2021年（第103回大会） | 専大松戸（6年ぶり2回目）                       | 2回戦                                          | ● 2 - 6 長崎商                                 | 2回戦                                          |
| 2022年（第104回大会） | 市船橋（15年ぶり6回目）                        | 1回戦                                          | ○ 6x - 5 興南                                  | 2回戦                                          |
| 2022年（第104回大会） | 市船橋（15年ぶり6回目）                        | 2回戦                                          | ● 6 - 8 敦賀気比                               | 2回戦                                          |
| 2023年（第105回大会） | 専大松戸（2年ぶり3回目）                       | 2回戦                                          | ○ 7 - 5 東海大甲府                             | 3回戦                                          |
| 2023年（第105回大会） | 専大松戸（2年ぶり3回目）                       | 3回戦                                          | ● 6 - 10 土浦日大                              | 3回戦                                          |
| 2024年（第106回大会） | 木更津総合（6年ぶり8回目）                     | 1回戦                                          | ● 5 - 8 神村学園                               | 初戦敗退                                       |
| 2025年（第107回大会） | 市立船橋（3年ぶり7回目）                       | 1回戦                                          | ● 2 - 6 明豊                                   | 初戦敗退                                       |

## 通算成績
| 出場 | 試合 | 勝利 | 敗戦 | 引分 | 勝率 | 優勝 | 準優勝 | ベスト4 | ベスト8 |
| ---- | ---- | ---- | ---- | ---- | ---- | ---- | ------ | ------- | ------- |
| 84   | 181  | 100  | 81   | 0    | .552 | 3    | 3      | 5       | 11      |

## 高校別全国大会成績
| 校名           | 出場回数 | 勝敗     | 直近出場 | 最高成績                | 前身校               |
| -------------- | -------- | -------- | -------- | ----------------------- | -------------------- |
| 銚子商         | 12回     | 25勝11敗 | 2005年   | 優勝1回（1974年）       |                      |
| 習志野         | 9回      | 20勝7敗  | 2019年   | 優勝2回（1967・1975年） |                      |
| 木更津総合     | 8回      | 8勝8敗   | 2024年   | ベスト8                 |                      |
| 成田           | 7回      | 10勝7敗  | 2010年   | ベスト4                 | 成田中               |
| 市船橋         | 7回      | 8勝7敗   | 2025年   | ベスト4                 |                      |
| 千葉商         | 7回      | 3勝7敗   | 1977年   | ベスト8                 |                      |
| 県千葉         | 6回      | 2勝6敗   | 1953年   | ベスト8                 | 千葉中、千葉一       |
| 拓大紅陵       | 5回      | 6勝5敗   | 2002年   | 準優勝                  |                      |
| 千葉経大付     | 3回      | 5勝3敗   | 2008年   | ベスト4                 |                      |
| 専大松戸       | 3回      | 2勝3敗   | 2023年   | 3回戦                   |                      |
| 東海大浦安     | 2回      | 4勝2敗   | 2000年   | 準優勝                  |                      |
| 我孫子         | 2回      | 2勝2敗   | 1991年   | 3回戦                   |                      |
| 千葉敬愛       | 2回      | 0勝2敗   | 1934年   | 初戦敗退                | 関東中               |
| 市銚子         | 2回      | 0勝2敗   | 1981年   | 初戦敗退                | 市銚子（旧）、銚子西 |
| 柏陵           | 1回      | 3勝1敗   | 1999年   | ベスト8                 |                      |
| 印旛明誠       | 1回      | 1勝1敗   | 1983年   | 3回戦                   | 印旛                 |
| 成東           | 1回      | 1勝1敗   | 1989年   | 2回戦                   |                      |
| 志学館         | 1回      | 0勝1敗   | 1994年   | 初戦敗退                |                      |
| 八千代松陰     | 1回      | 0勝1敗   | 1998年   | 初戦敗退                |                      |
| 千葉師範       | 1回      | 0勝1敗   | 1926年   | 初戦敗退                |                      |
| 八千代東       | 1回      | 0勝1敗   | 2009年   | 初戦敗退                |                      |
| 東海大市原望洋 | 1回      | 0勝1敗   | 2014年   | 初戦敗退                | 東海大望洋           |
| 中央学院       | 1回      | 0勝1敗   | 2018年   | 初戦敗退                |                      |